# 12903 Isabellekatz
12903 Isabellekatz este o planetă minoră (asteroid) din centura de asteroizi. A fost descoperită pe 14 septembrie 1998 la Magdalena Ridge Observatory⁠(d) de Lincoln Near-Earth Asteroid Research. 
Obiectul prezintă o orbită caracterizată de o semiaxă mare de 2,4277153 UAi, o excentricitate de 0,19, o înclinație de 2,61303 ° în raport cu ecliptica.